# Chrysomeloidea
Chrysomeloidea je velkou nadčeledí brouků. Jsou zde desítky tisíc druhů, převážně v čeledích tesaříkovití (Cerambycidae) a mandelinkovití, (Chrysomelidae).
Několik druhů v těchto dvou čeledích jsou závažnými škůdci rostlin, nejznámější je Mandelinka bramborová (Leptinotarsa decemlineata), která byla do Evropy zavlečena ze severoamerického kontinentu a bývá vážným škůdcem na bramborách a ostatních lilkovitých (Solanaceae) rostlinách.
Někteří vědci navrhují vyjmout čeleď Cerambycidae a příbuzné čeledi (Disteniidae, Oxypeltidae a Vesperidae) z nadčeledi Chrysomeloidea a vytvořit separátní nadčeleď "Cerambycoidea" (viz ), to však zatím nebylo akceptováno celou vědeckou komunitou.